# Félix Monti
Félix Monti, né le 4 décembre 1966 à La Quiaca dans la province de Jujuy, est un directeur de la photographie argentin. Véritable créateur d'atmosphères, il est à l'origine de certaines des plus belles images du cinéma argentin. Il a travaillé pour les plus célèbres réalisateurs de son pays, de Luis Puenzo à Juan José Campanella  en passant par Fernando Solanas, María Luisa Bemberg, Lucrecia Martel, Leonardo Favio ou encore Héctor Olivera. Depuis 2016, il est membre de l'Academy of Motion Picture Arts and Sciences.

## Filmographie partielle
- 1985 : L'Histoire officielle[3] de Luis Puenzo
- 1985 : Tangos, l'exil de Gardel de Fernando Solanas
- 1988 : Le Sud de Fernando Solanas
- 1990 : Moi, la pire de toutes de María Luisa Bemberg
- 1992 : La Peste de Luis Puenzo
- 1992 : Le voyage, de Fernando Solanas
- 1995 : O Quatrilho de Fábio Barreto
- 1997 : Quatre Jours en septembre de Bruno Barreto
- 2000 : Le Jeu de la miséricordieuse de Guel Arraes
- 2002 : Assassination Tango de Robert Duvall
- 2004 : La Sainte Fille de Lucrecia Martel
- 2005 : Nordeste de Juan Solanas
- 2008 : Aniceto de Leonardo Favio
- 2009 : Dans ses yeux[3] de Juan José Campanella
- 2013 : 2 + 2 de Diego Kaplan
- 2015 : Sin hijos d'Ariel Winograd
- 2016 : Al final del túnel de Rodrigo Grande
- 2017 : Mamá se fue de viaje d'Ariel Winograd

## Distinctions
- 7 Condors d'argent de la meilleure photographie :
  - 1986 pour L'Histoire officielle
  - 1987 pour Tangos, l'exil de Gardel
  - 1993 pour Le Voyage
  - 1994 pour On n'en parle pas
  - 1995 pour Una sombra ya pronto serás
  - 2010 pour Dans ses yeux
  - 2011 pour El mural
- Prix de la meilleure photographie au Festival de La Havane en 1992 pour Le Voyage
- Prix Konex de Platine en 2001 pour son œuvre des années 1990
- Prix Clarín de la meilleure photographie en 2006 (Nordeste) et 2009 (Dans ses yeux)
- Prix Sud de la meilleure photographie en 2009 (Dans ses yeux) et 2010 (El mural)